# Trani Cup 2004
Il Trani Cup 2004 è stato un torneo di tennis facente parte della categoria ATP Challenger Series nell'ambito dell'ATP Challenger Series 2004. Il torneo si è giocato a Trani in Italia dal 2 all'8 agosto 2004 su campi in terra rossa.

## Vincitori

### Singolare
Filippo Volandri ha battuto in finale  Francesco Aldi con il punteggio di 6–1, 6–3

### Doppio
Massimo Bertolini /  Álex López Morón hanno battuto in finale  Martin Štěpánek /  Jan Vacek con il punteggio di 2–6, 6–4, 6–3